# Gabriel Llompart y Jaume Santandreu
Gabriel Llompart y Jaume Santandreu (Inca, Majorque, 1862 - Palma de Majorque, 1928) était un ecclésiastique espagnol, évêque du diocèse de San Cristóbal de La Laguna et plus tard du diocèse de Gérone et du diocèse de Majorque.

## Biographie
Il a été ordonné prêtre le 13 décembre 1886 et a obtenu un doctorat en théologie et en droit canonique. Il était canon de la cathédrale de Palma de Majorque. Le pape Benoît XV le nomme évêque de Tenerife le 17 mai 1918, où il reste jusqu'en décembre 1922.
En 1919, Gabriel Llompart a présidé les célébrations à l'occasion du premier centenaire de la création du diocèse de Tenerife. Mais son fait le plus marquant dans ce diocèse est que, par intercession, l'Ordre Dominicain pouvait être réintégré dans Candelaria après avoir été expulsé pendant la Confiscation de Mendizabal. Le 9 juillet 1922, les Dominicains reviennent pour prendre possession du Couvent et Sanctuaire royal de Notre-Dame de la Candelaria (saint patron des îles Canaries) et ont repris les travaux de restauration stoppés depuis près d'un siècle auparavant.
Le 27 juin 1922, il est nommé évêque de Gérone.
Llompart est décédé à Palma de Majorque le 9 décembre 1928 à l'âge de 66 ans. Il a été enterré dans la cathédrale de Palma de Majorque.